# Spoorlijn Hultsfred - Nässjö
De spoorlijn Hultsfred - Nässjö (Zweeds: Bockabanan) is een spoorlijn in het zuiden van Zweden in de provincies Kalmar län en Jönköpings län. De lijn verbindt de plaatsen Hultsfred en Nässjö met elkaar.
De spoorlijn is 83 kilometer lang en werd in 1872 en 1874 in gebruik genomen.

## Afbeeldingen

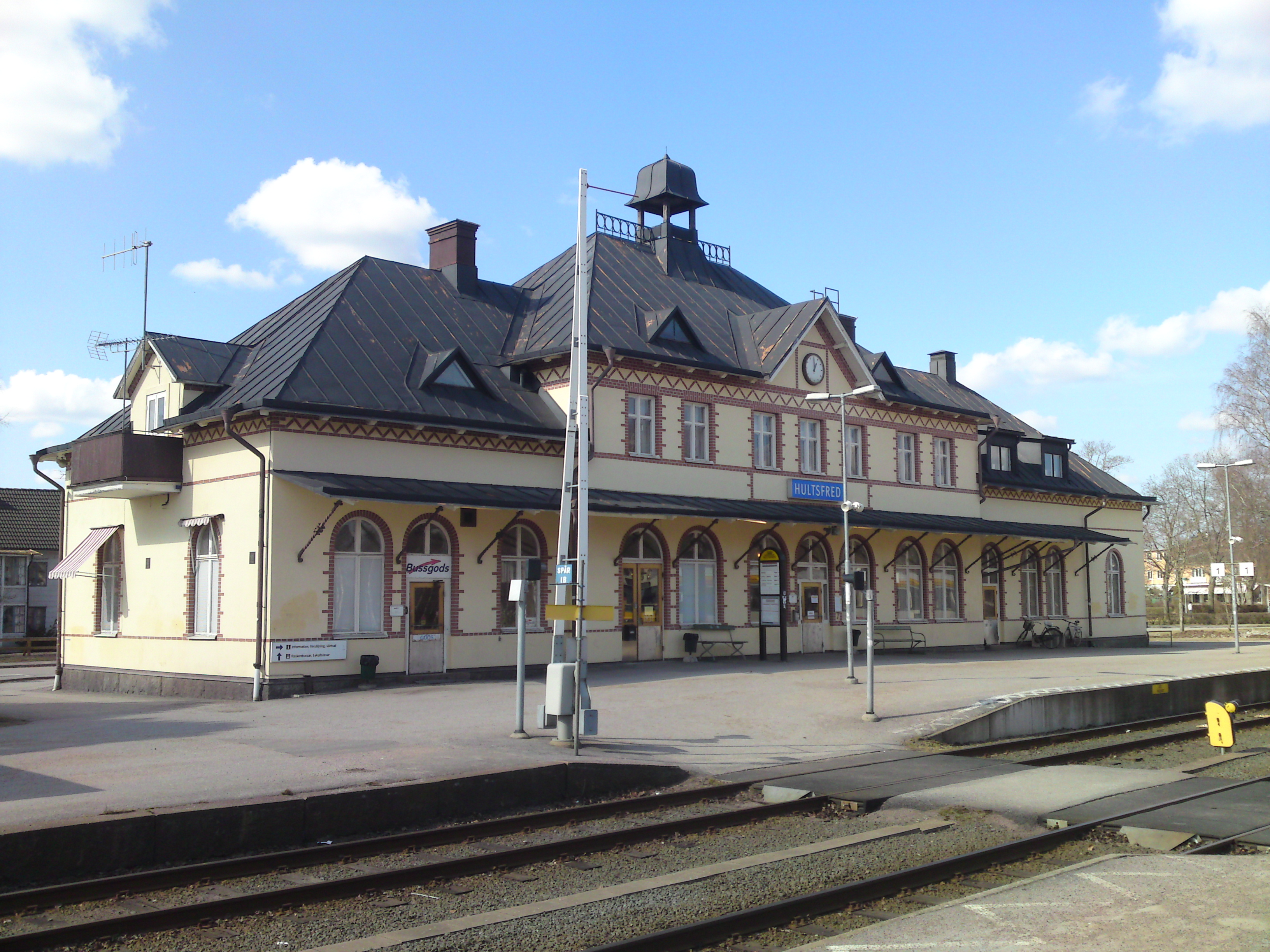
Station Hultsfred
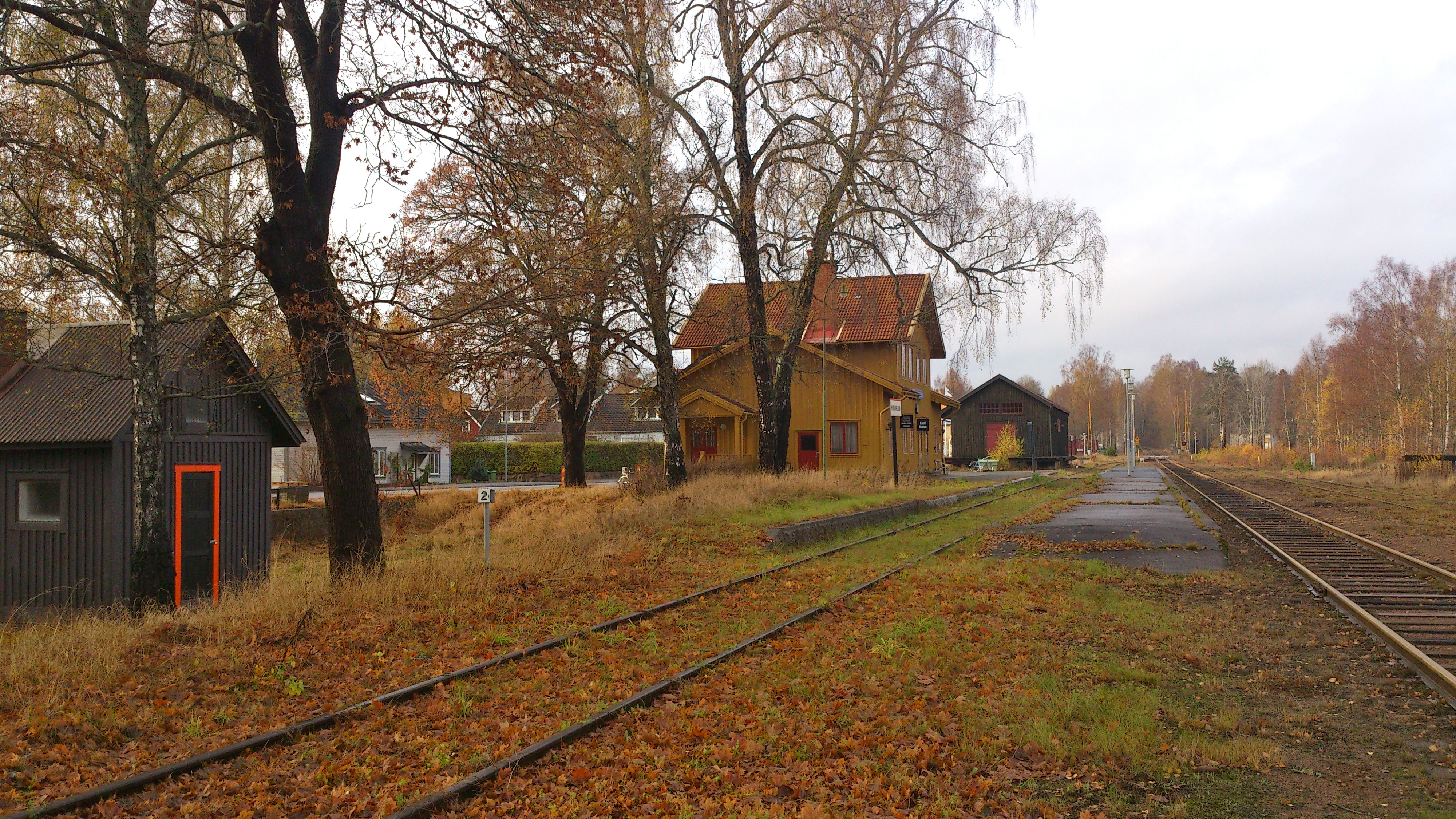
Station Mariannelund
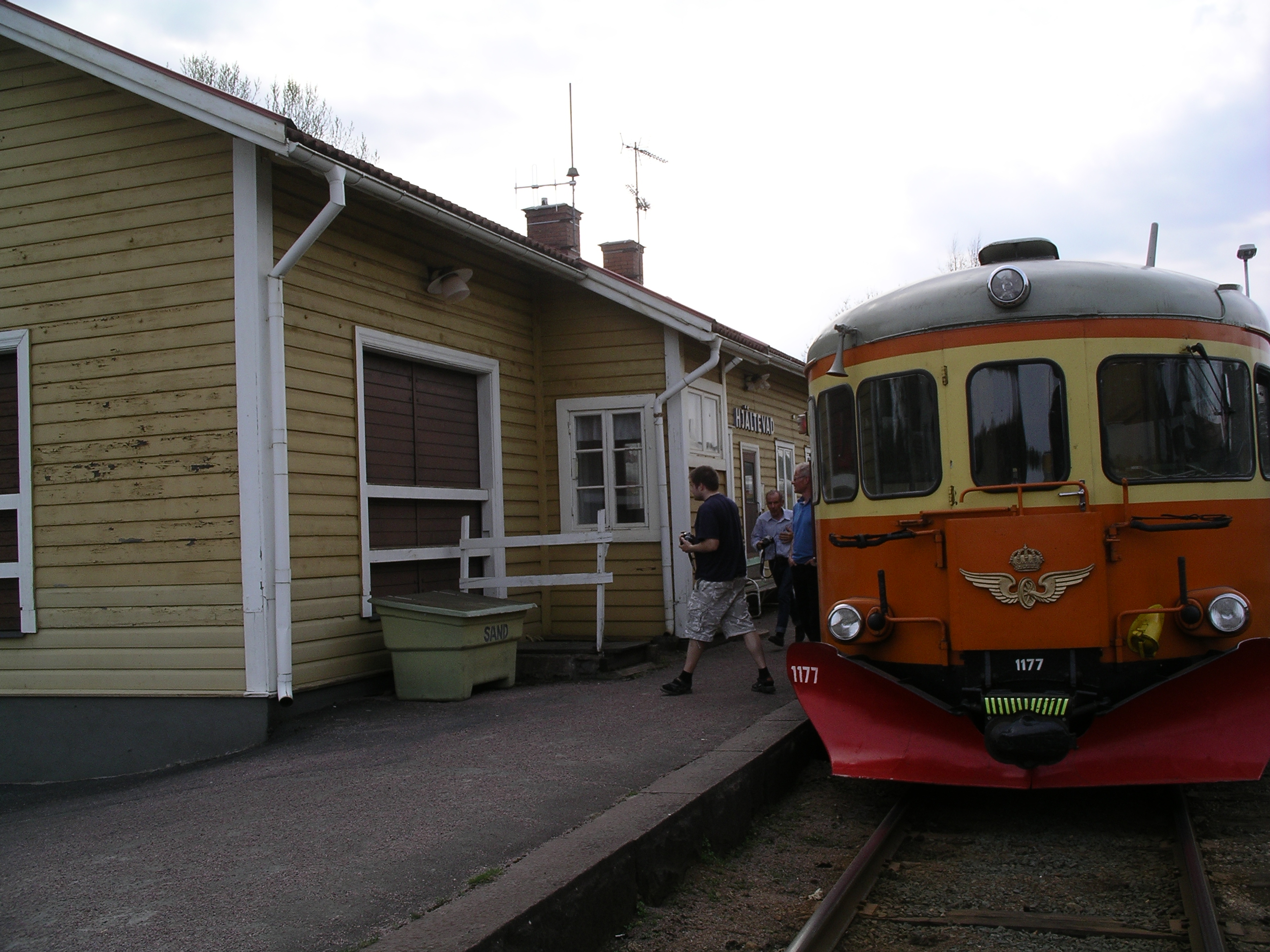
Station Hjältevad
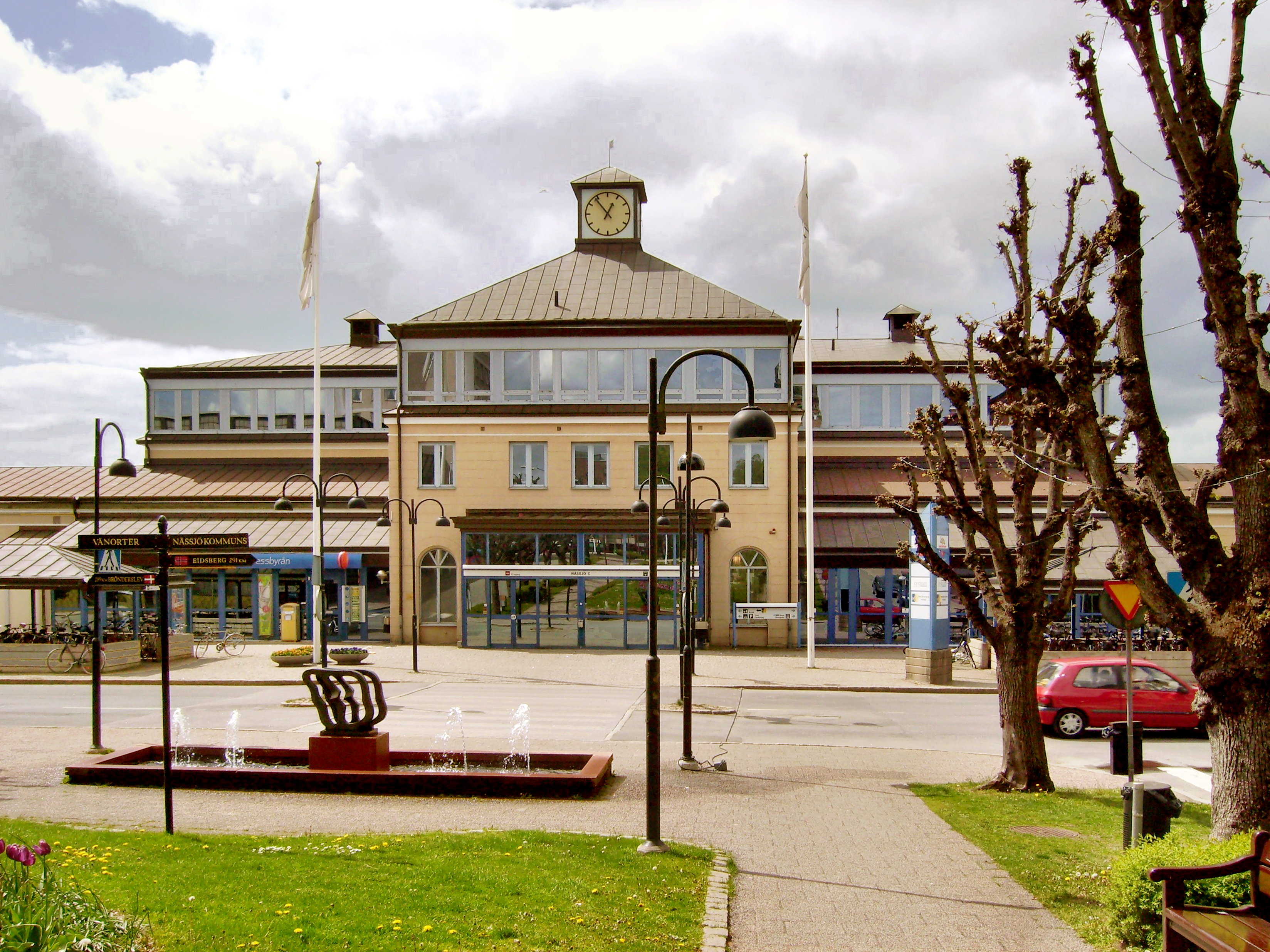
Station Nässjö